# Penelope (film)
Penelope – amerykański film z 2006 roku.

## Obsada
- Christina Ricci jako Penelope
- Reese Witherspoon jako Annie
- James McAvoy jako Max
- Peter Dinklage jako Lemon
- Richard E. Grant jako Franklin Wilhern
- Catherine O’Hara jako Jessica Wilhern
- Simon Woods jako Edward Humphrey Vanderman III
- Nick Frost jako Max Campion